# Statens Luftfartsvæsen
Statens Luftfartsvæsen (SLV) var ett direktorat i Transportministeriet med ansvar för luftfarten i Danmark och även för Grönland och Färöarna. Det drev också flygplatsen på Bornholm.
Direktoratet bildades 1938 som Luftfartsdirektoratet och fick sitt nuvarande namn 1985. Det blev den 1 november 2010 sammanslaget med Trafikstyrelsen.

## Källhänvisningar
Den här artikeln är helt eller delvis baserad på material från danskspråkiga Wikipedia, 31 december 2014.